# وادي ازكير
وادي أزكير هو احد اودية ليبيا يبعد عن مدينة سرت حوالي 60ك. ويعتبر الوادي زراعيا وأهم محاصيله الشعير بالدرجة الأولى ويعتمد في الري على مياه الأمطار. حاليا يقطن الوادي العديد من العائلات.